# Glauconycteris curryae
Glauconycteris curryae là một loài động vật có vú trong họ Dơi muỗi, bộ Dơi. Loài này được Eger & Schlitter mô tả năm 2001.